# Congrès de Pau
Le Congrès de Pau est le 60e congrès ordinaire du Parti socialiste qui se tint à Pau du 31 janvier au 2 février 1975.
Le PS se dit prêt à appliquer seul le Programme commun, dans le cas d'une rupture de l'Union de la gauche à l'initiative du PCF.
Le CERES (25 % des mandats) entre dans la minorité.
La majorité se regroupe ainsi : François Mitterrand, Gaston Defferre, Pierre Mauroy, Michel Rocard, Jean Poperen, Alain Savary.
La minorité est dirigée par Jean-Pierre Chevènement et les animateurs du CERES. Il y a donc rupture de la coalition d'Épinay.
Le courant des Assises (rocardiens) se compte à l'aide de l'amendement Martinet , qui obtient 735 mandats (15,5 %) mais il fait le choix de l'intégration dans la majorité.
Le comité directeur (CD) compte désormais 130 membres.
Sont également créés des postes de délégués nationaux pour seconder les secrétaires nationaux.
C'est également au cours de ce congrès que François Mitterrand dissout les groupes des Jeunes Socialistes (JS) et des Étudiants socialistes (ES), dont il avait souvent dit : « Le MJS, c'est l'école du vice ».

## Motions
- Motion 1 « Au service du socialisme » (François Mitterrand, Pierre Mauroy, Gaston Defferre, Alain Savary, Jean Poperen, Michel Rocard) : 3,232 mandats (68,0 %)
- Motion 2 « Approfondir l'unité pour ouvrir la voie au socialisme autogestionnaire - motion du courant de gauche » (Jean-Pierre Chevènement, CERES) : 1,208 mandats (25,4 %)
- Motion 3 « Contre le capitalisme, un parti cohérent et une gauche unie » (Yves Durand) : 159 mandats (3,4 %)
- Motion 4 « Crise du pouvoir ou crise de civilisation » (Arthur Notebart) : 144 mandats (3,0 %)

Synthèse
- Motion 1 : 3,250 mandats (68,4 %)
- Motion 2 : 1,203 mandants (25,3 %)

## Composition de la nouvelle direction

### Comité directeur
Le comité directeur exécute et fait exécuter la motion d'orientation majoritairement adoptée par le congrès. Il constitue en quelque sorte le parlement interne du parti, car il est le reflet direct de la réalité des sensibilités et des courants du PS. À l'issue de ce congrès, il est composé de 131 membres :
- 96 représentants de la motion 1 (Mitterrand - Mauroy - Savary - Rocard - Poperen)
- 35 représentants de la motion 2 (CERES)

Le nouveau comité directeur désigne les membres du Bureau exécutif et du Secrétariat national.

### Bureau exécutif
Le bureau exécutif assure l'administration et la direction du parti dans le cadre des attributions que lui délègue le comité directeur. Ses membres sont désignés selon les mêmes procédures que les membres du comité directeur :
- 20 membres sont issus de la motion 1, répartis selon les différents courants :
  - 9 « conventionnels » : François Mitterrand, Louis Mermaz, Claude Estier, Robert Pontillon, Lionel Jospin, Pierre Joxe,  Georges Fillioud, Marie-Thérèse Eyquem et Edith Cresson ;
  - 5 « ex-SFIO » : Pierre Mauroy, Gaston Defferre, Gérard Jaquet, Charles-Émile Loo et Roger Fajardie ;
  - 3 « rocardiens » :  Michel Rocard, Gilles Martinet et André Acquier ;
  - 2 « savaristes » : Dominique Taddei et Pierre Bérégovoy ;
  - 1 « poperéniste » : Jean Poperen.
- 7 membres sont issus de la motion 2 : Jean-Pierre Chevènement, Didier Motchane, Georges Sarre, Pierre Guidoni, Michel Coffineau, Paule Dufour et Michel Charzat.

### Secrétariat national
Les membres du secrétariat national sont élus par le comité directeur sur proposition du premier secrétaire. Ils ont la charge de la mise en œuvre des décisions prises par le comité directeur et le bureau exécutif. Le secrétariat national, assure ainsi la gestion du parti.
- Premier secrétaire : François Mitterrand
- Secrétaire national à la coordination : Pierre Mauroy
- Secrétaire national aux fédérations et aux entreprises : Louis Mermaz
- Secrétaire national aux relations extérieures : Pierre Bérégovoy
- Secrétaire national à la presse et à l'information : Claude Estier
- Secrétaire national aux affaires internationales : Robert Pontillon
- Secrétaire national à la formation et au tiers-monde : Lionel Jospin
- Secrétaire national - trésorier : Charles-Émile Loo
- Secrétaire national à l'action culturelle : Dominique Taddei
- Secrétaire nationale aux organismes associés et aux associations : Marie-Thérèse Eyquem
- Secrétaire nationale aux étudiantes et à la jeunesse : Édith Cresson
- Secrétaire national à la propagande : Jean Poperen
- Secrétaire national aux études : Gilles Martinet
- délégués permanents auprès du premier secrétaire : Gérard Jaquet, Georges Dayan